# Dallas (loď, 2012)
Loď Dallas je jedním z plavidel, která provozuje Dopravní podnik města Brna (DPMB) v rámci lodní dopravy na Brněnské přehradě. Jedná se o jednu z pěti sesterských lodí, které pro obnovu flotily DPMB postavila firma Jesko CZ v Hlavečníku. Dallas byl spuštěn na hladinu Brněnské přehrady v roce 2012 pod evidenčním číslem DPMB 4827.
Délka trupu činí 24,97 m, šířka 6,18 m, hmotnost prázdné lodi 58 t, maximální ponor dosahuje 1,25 m. Plavidlo může plout maximální rychlostí 15 km/h a pojme nejvýše 200 osob.